# Oleksandrivka, Kalanceak
Oleksandrivka (în ucraineană Олександрівка) este o comună în raionul Kalanceak, regiunea Herson, Ucraina, formată numai din satul de reședință.

## Demografie
Componența lingvistică a comunei Oleksandrivka
     Ucraineană (95,35%)
     Rusă (3,72%)
     Alte limbi (0,56%)
Conform recensământului din 2001, majoritatea populației comunei Oleksandrivka era vorbitoare de ucraineană (95,35%), existând în minoritate și vorbitori de rusă (3,72%).